# Акбеїт (Астраханський район)
Акбеї́т (каз. Ақбейіт) — село у складі Астраханського району Акмолинської області Казахстану. Входить до складу Жалтирського сільського округу.
Населення — 66 осіб (2021; 178 у 2009, 522 у 1999, 1226 у 1989).
У радянські часи село мало статус селища міського типу.